# Agelasta elongata
Agelasta elongata är en skalbaggsart som beskrevs av Stefan von Breuning 1965. Agelasta elongata ingår i släktet Agelasta och familjen långhorningar.
Artens utbredningsområde är Laos. Inga underarter finns listade i Catalogue of Life.